# John Rawls (Schauspieler)
John Rawls (* 4. Mai 1972 in Neuseeland) ist ein neuseeländischer Schauspieler.

## Leben und Karriere
Rawls wuchs in Hamilton, Neuseeland auf. Nach seiner Rolle als Vampir Zurial in dem Horrorfilm 30 Days of Night aus dem Jahr 2007, war er 2012 im ersten der drei Teile der Hobbit-Trilogie von Peter Jackson als Yazneg zu sehen.

## Filmografie
- 2007: 30 Days of Night
- 2008–2010: Legend of the Seeker – Das Schwert der Wahrheit (Fernsehserie)
- 2010: Spartacus (Fernsehserie)
- 2010: The Warrior’s Way
- 2012: Der Hobbit – Eine unerwartete Reise (The Hobbit: An Unexpected Journey)
- 2013: The Blue Rose (Fernsehserie)